# Civadière (voile)
Pour les articles homonymes, voir Civadière.

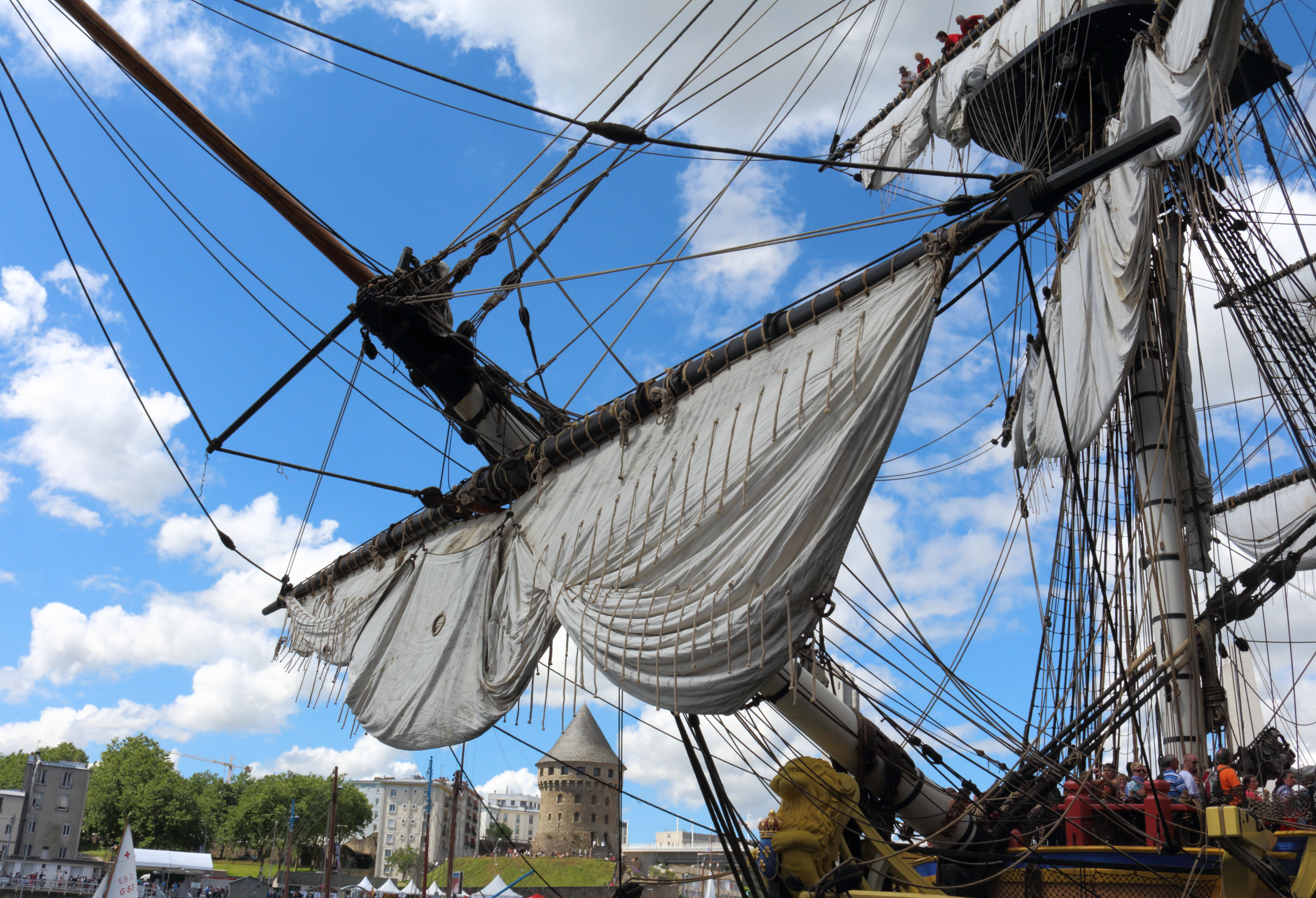
La civadière, sous le mât de beaupré de lHermione.

La civadière (spritsail en anglais) est une petite voile carrée gréée sous le mât de beaupré à l'avant d'un navire.

Existant sur les anciens voiliers (galions notamment), elle tombe en désuétude à partir du XVIIIe siècle pour disparaître complètement au tout début du XIXe siècle, remplacé par les focs (voiles d'étai triangulaires)
Dans le prolongement du beaupré vers l'avant on trouve un bout-dehors ou bâton de foc, sous lequel est gréée une autre voile similaire mais plus petite appelée la contre-civadière.
Sa vergue se nomme vergue de civière. Elle est utilisée principalement comme point d'appui aux haubans des bouts-dehors.
Lorsqu'un navire possède deux civadières, elles portent le nom de contre-civadière (avant) et civadière (arrière).

## Origine
La voile déjà présente chez les Grecs et les Romains s'appelait dolonique. Elle est représentée sur plusieurs dessins de bateaux dans la série de mosaïques qui décorent la place des Corporations à Ostie, notamment sur la mosaïque de la statio 21.
Le mot civadière vient probablement d'un mot provençal signifiant sac d'avoine ou sac d'étoffe servant à transporter le fourrage.